# Indre Fosen
Indre Fosen ist eine Kommune im norwegischen Fylke Trøndelag. Die Kommune hat 10.042 Einwohner (Stand: 1. Januar 2025). Verwaltungssitz ist die Ortschaft Årnset. Indre Fosen wurde zum 1. Januar 2018 gegründet aus den Kommunen Leksvik und Rissa.

## Geografie

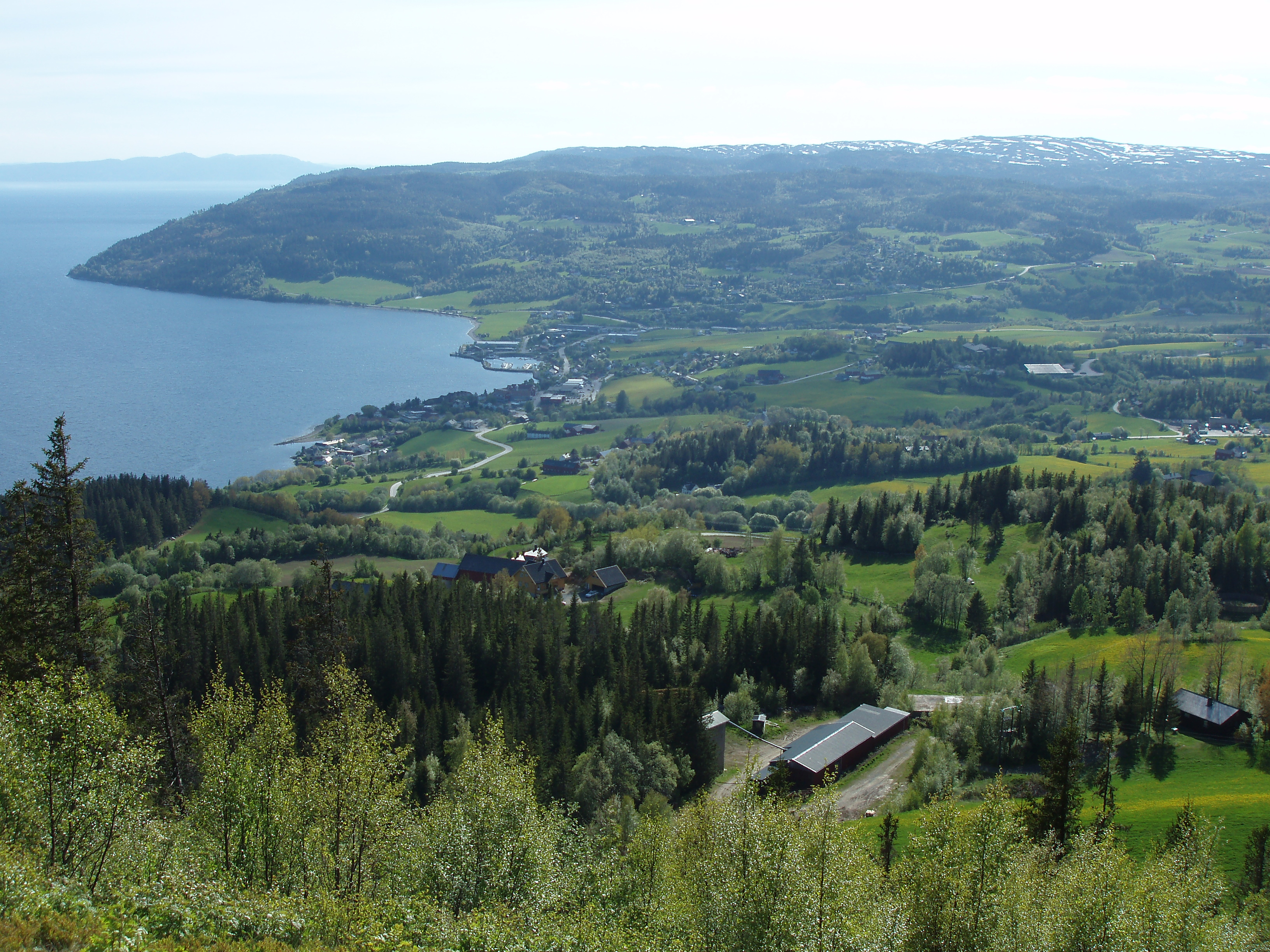
Blick auf Leksvik

Die Gemeinde liegt in der Landschaft Fosen nördlich des Trondheimsfjords. Indre Fosen grenzt an Ørland im Nordwesten, Åfjord und Steinkjer im Norden sowie Inderøy im Nordosten. Im Osten bestehen im Trondheimsfjord Grenzen zu den Kommunen Levanger und Frosta sowie im Süden zu Trondheim und Orkland. An der Westgrenze liegt der Stjørnfjord. In der Kommune liegen mehrere Seen, unter anderem die Seen Storvatnet, Botn und Meltingvatnet. Am Westufer des Sees Botn nahe der Westküste liegt die Ortschaft Årnset. Das Gemeindeareal ist hüglig mit kleineren Erhebungen. An der Küste befinden sich flachere Gebiete. Teilweise befinden sich Moorflächen in der Kommune. Die Erhebung Ytter Skurvhatten stellt mit einer Höhe von 622,65 moh. den höchsten Punkt der Kommune Indre Fosen dar.

## Einwohner
In der Vorgängerkommune wuchsen die Einwohnerzahlen bis etwa 1990 meist an, bevor sie sich stabilisierten. In Leksvik blieben sie nach dem Ende des Zweiten Weltkriegs zunächst weitgehend gleich, bevor sie in den 1970er-Jahren anzusteigen begannen. Ab den 1980er-Jahren veränderten sie sich erneut kaum. In der Gemeinde liegen mehrere sogenannte Tettsteder, also mehrere Ansiedlungen, die für statistische Zwecke als eine städtische Siedlung gewertet werden. Diese sind Råkvågen mit 230, Årnset mit 1250, Askjem mit 319, Vangsåsen mit 269, Leksvik mit 1120 und Vanvikan mit 742 Einwohnern (Stand: 1. Januar 2024).
Indre Fosen hat wie viele andere Kommunen der Provinz Trøndelag weder Nynorsk noch Bokmål als offizielle Sprachform, sondern ist in dieser Frage neutral.
| Jahr          | 1986   | 1990   | 1995 | 2000   | 2005 | 2010 | 2015   | 2020   | 2025   |
| ------------- | ------ | ------ | ---- | ------ | ---- | ---- | ------ | ------ | ------ |
| Einwohnerzahl | 10.455 | 10.121 | 9913 | 10.015 | 9941 | 9970 | 10.182 | 10.084 | 10.042 |

## Geschichte

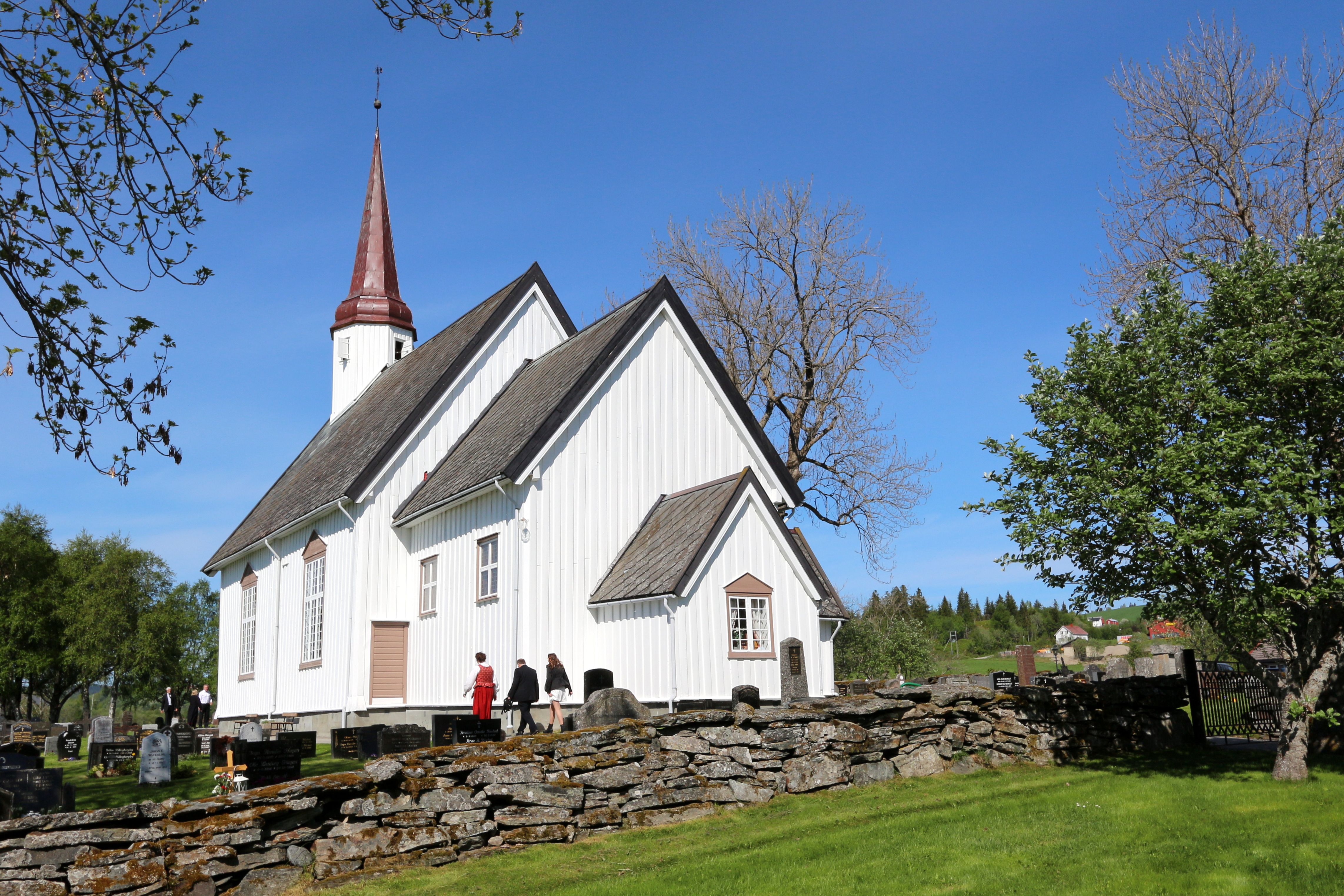
Leksvik kirke

Indre Fosen entstand am 1. Januar 2018 im Rahmen der landesweiten Kommunalreform durch die Zusammenlegung von Rissa und Leksvik. Rissa gehörte zuvor zum Fylke Sør-Trøndelag, Leksvik zu Nord-Trøndelag. Aufgrund der zugleich stattfindenden Regionalreform wurden die beiden Vorgängerfylker zum Fylke Trøndelag zusammengelegt. Zum 1. Januar 2020 ging zudem ein kleiner Teil der aufgelösten Kommune Verran nach Indre Fosen über. Die Kommune Rissa entstand im Jahr 1860, als sie von Stadsbygd abgetrennt wurde. Stadsbygd verblieb mit 1828 Einwohnern, die neue Kommune Rissa hatte bei der Gründung 3733. Zum 1. Januar 1905 wurde Lensvik mit 1019 Einwohnern von Rissa, das mit 3394 Einwohnern verblieb, abgespalten. Am 1. Januar 1964 ging zu Rissa der Großteil der Kommune Stadsbygd sowie der südliche Teil der Kommune Stjørna über. Rissa hatte zuvor 3264 Einwohner, es kamen 1616 von Stadsbygd sowie 1868 von Stjørna hinzu.
Im Jahr 1978 kam es in Rissa zum größten Lehmrutsch in Norwegen im 20. Jahrhundert. Beim sogenannten Rissaskredet rutschten 330.000 Quadratmeter Boden, insgesamt fünf bis sechs Millionen Kubikmeter Bodenmaterial, in den See Botn. Es war ein Todesopfer zu beklagen. Die Rutschung löste im See Botn einen drei Meter hohen Tsunami aus, der Zerstörungen im Ort Leira verursachte.
In der Kommune stehen mehrere Kirchen. Die Leksvik kirke etwa ist eine Holzkirche aus dem Jahr 1668. Ebenfalls eine Holzkirche ist die Stadsbygd kirke, die 1842 fertiggestellt worden ist.

## Wirtschaft und Infrastruktur

### Verkehr
Durch die Kommune führen mehrere sogenannte Fylkesveier. An der Südostküste verläuft der Fylkesvei 715, von wo eine feste Überfahrtsroute über den Trondheimsfjord Richtung Trondheim führt. Vor Vanvikan knickt der Fylkesvei in das Innere der Halbinsel ab und führt am Ostufer des Storvatnet weiter in den Norden und geht schließlich in die Kommune Åfjord über. Von Rørvika im Südosten weiter Richtung Westen an der Südküste entlang führt der Fylkesvei 717. Dieser mündet bei Rissa in den Fylkesvei 718, welcher weiter an der Westküste in den Norden und später Nordwesten führt, bevor er im Norden der Kommune in den Fylkesvei 715 mündet.

### Wirtschaft
In der Landwirtschaft sind Tierhaltung und der Anbau von Getreide von Bedeutung. Auch werden Gemüse und Beeren angebaut. Entlang der Südwestküste wird Fischerei, im Besonderen Lachsfischerei, betrieben. Auch von größerer Bedeutung ist die Forstwirtschaft. Viele der Arbeitsplätze liegen in der öffentlichen Verwaltung sowie der Industrie, wobei der Maschinenbau, die Lebensmittelproduktion und die Holzindustrie am stärksten vertreten sind. In der Kommune liegt die Schiffswerft Fosen Yard. Im Jahr 2020 arbeiteten von 4855 Arbeitstätigen 3719 in Indre Fosen selbst, über 600 weitere Personen waren in Trondheim tätig.

## Wappen
Das seit Wappen der Kommune zeigt eine silberne Spitze mit einem Kleeblatt. Es wurde das Wappen der Vorgängerkommune Leksvik übernommen, welches 1990 dort zum offiziellen Wappen wurde.

## Persönlichkeiten
- Skule Bårdsson († 1240), Gegenkönig in Norwegen
- Einar Ræder (1896–1976), Weitspringer und Zehnkämpfer
- Karianne Tung (* 1984), Politikerin
- Andreas Myran Steen (* 1988), Skilangläufer